# 에런 벡

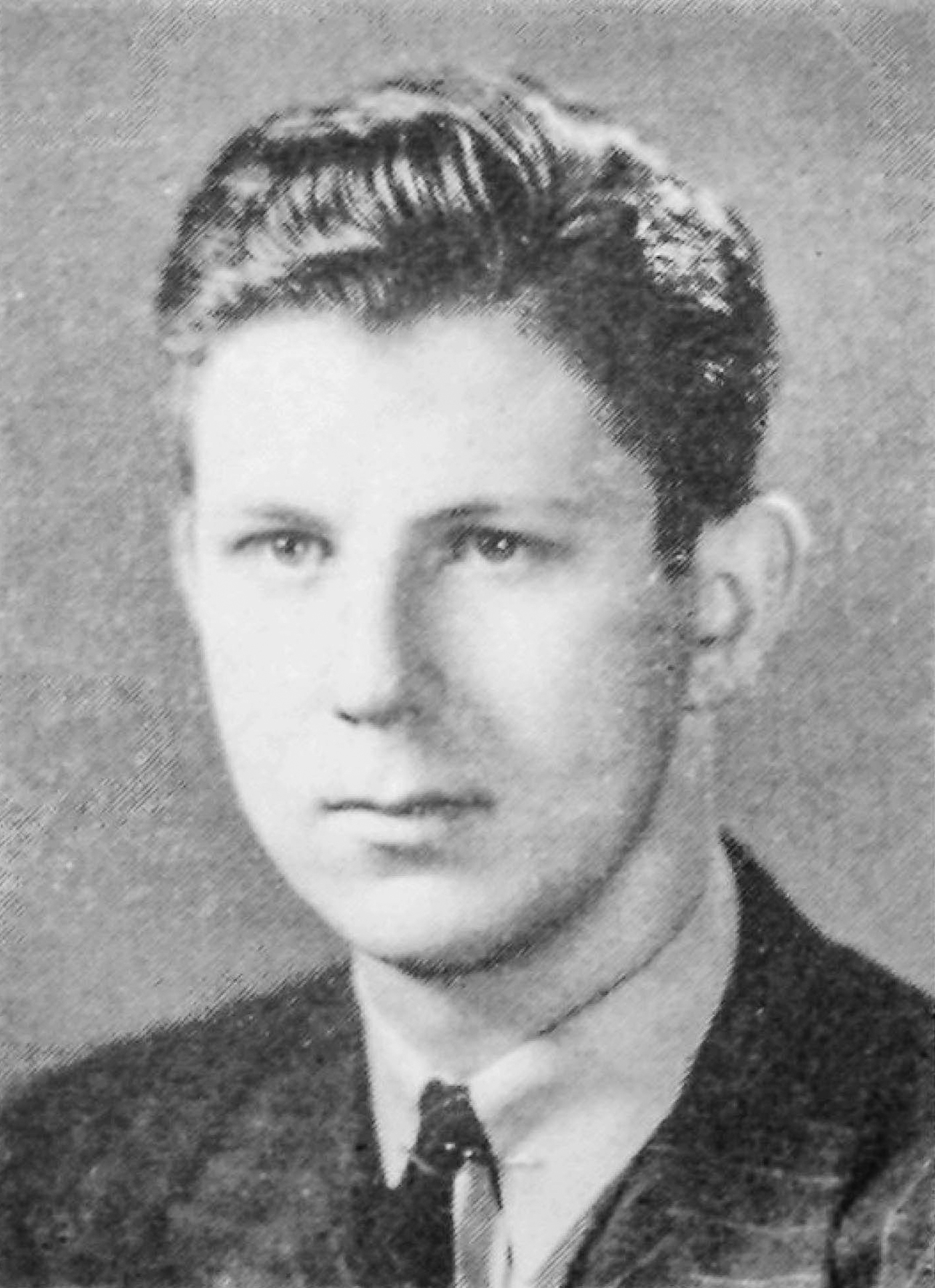

에런 템킨 벡(영어: Aaron Temkin Beck, 1921년 7월 18일~2021년 11월 1일)은 미국 정신과 의사이며 펜실베이니아 대학교의 정신과 교수 명예 교수이다. 그는 인지 요법의 아버지로 여겨지고 있으며 그의 개척 이론은 임상 우울증과 다양한 불안 장애의 치료에 널리 응용되고있다. 벡(Beck)은 또한 우울증과 불안에 대한 자기보고 척도를 개발한바있다. 특히 벡의 우울척도(Beck Depression Inventory)는 우울증 심각도를 측정하는 데 가장 널리 사용되는 도구 중 하나가되었다.
그의 인지 요법에 대한 심리학적 업적은 인지행동주의적 접근의 알버트 엘리스와 더불어 많이 인용되고 있다.

## 인지적 왜곡
아론 벡은 자동적 사고와 관련해서 인지적 왜곡에 대한 연관성을 주의깊게 연구한바 있다.

## 같이 보기
- 행동주의 심리학